# خليج تومبي (جنوب أستراليا)
خليج تومبي هي منطقة ساحلية تقع في خليج سبنسر في الساحل الشرقي من شبه جزيرة آير في جنوب أستراليا. وتبعد حوالي 45 كيلومتر شمال ميناء لينكولن. وتعد مدينة تومبي مركز المجلس الإداري للمنطقة، وتمركز السكان، بالإضافة إلى أنها المركز الزراعي للخليج، حيث يتم تربية الخراف وزراعة محاصيل الحبوب المختلفة. كما أسست المنطقة صناعات في مجال الصيد والزراعة. 

## التاريخ
تم اكتشاف الخليج على يد ماثيو فليندررز(ماثيو فليندرز) في عام 1802، وأطلق عليه اسم خليج تومبي نسبة لأبرشية في مقاطعة لينكونى شيرالبريطانية. ثم في عام 1840، قام جوفيمور جتولر (Govemor Gawler) بإعادة تسمية الخليج إلى خليج هيرفي، نسبة إلى مستوطني مقاطعة أخرى. وبعد ذلك، في الخامس عشر من نوفمبر لعام 1900، تم التصريح بمدينة تومبي رسميا من قبل جوفيمور تينيسون (Govemor Tennyson)، وعليه عادت تسمية الخليج إلى خليج تومبي كما كانت سابقا. وأصبح اسم المدينة رسميا خليج تومبي في الرابع عشر من يونيو في عام 1984. 
وصل السكان الأولين للمقاطعة عام 1840، حيث زرعوا الأراضي بالحنطة، وقاموا بتربية الخراف بشكل أساسي. وسرعان ما تطورت المنطقة لتصبح مصدراً مهما لانتاج الحبوب وتصديرها، وذلك بعد بناء الرصيف عام 1874، الذي يعد ثاني رصيف في شبه جزيرة آير. وقد شكل الرصيف منفذا لخام النحاس المصدر من المناجم والجحور المجاورة. تم هدم الرصيف الأول عام 1999 لأسباب أمنية، ولكن رصيف خليج تومبي لا ييزال قيد الاستخدام. 
تم افتتاح أول مدرسة في تومبي عام 1881، وفي عام 1913، افتتح أول مستشفى للمنطقة. وقد استضافت تومبي الحدث الشهير للموسيقي تريبل جاي (Triple J`s ) في الثاني من أبريل لعام 2011، وأحيا الحدث نخبة من الفرق الموسيقية إلى جانب تريبل جاي مثل فرقة طيور طوكيو (Birds of Tokyo) ، وفرقة الفن ضد العلوم (Art vs Science) ، و فرقة جيزابيلس (The Jezabels) ، والموسيقي المحلي جوشي ويلو ( Joshy Willo). وقد ارتفع عدد السكان من 1000 إلى أكثر من 12000 نسمة من أجل حضور الحفل.

## جغرافية خليج تومبي

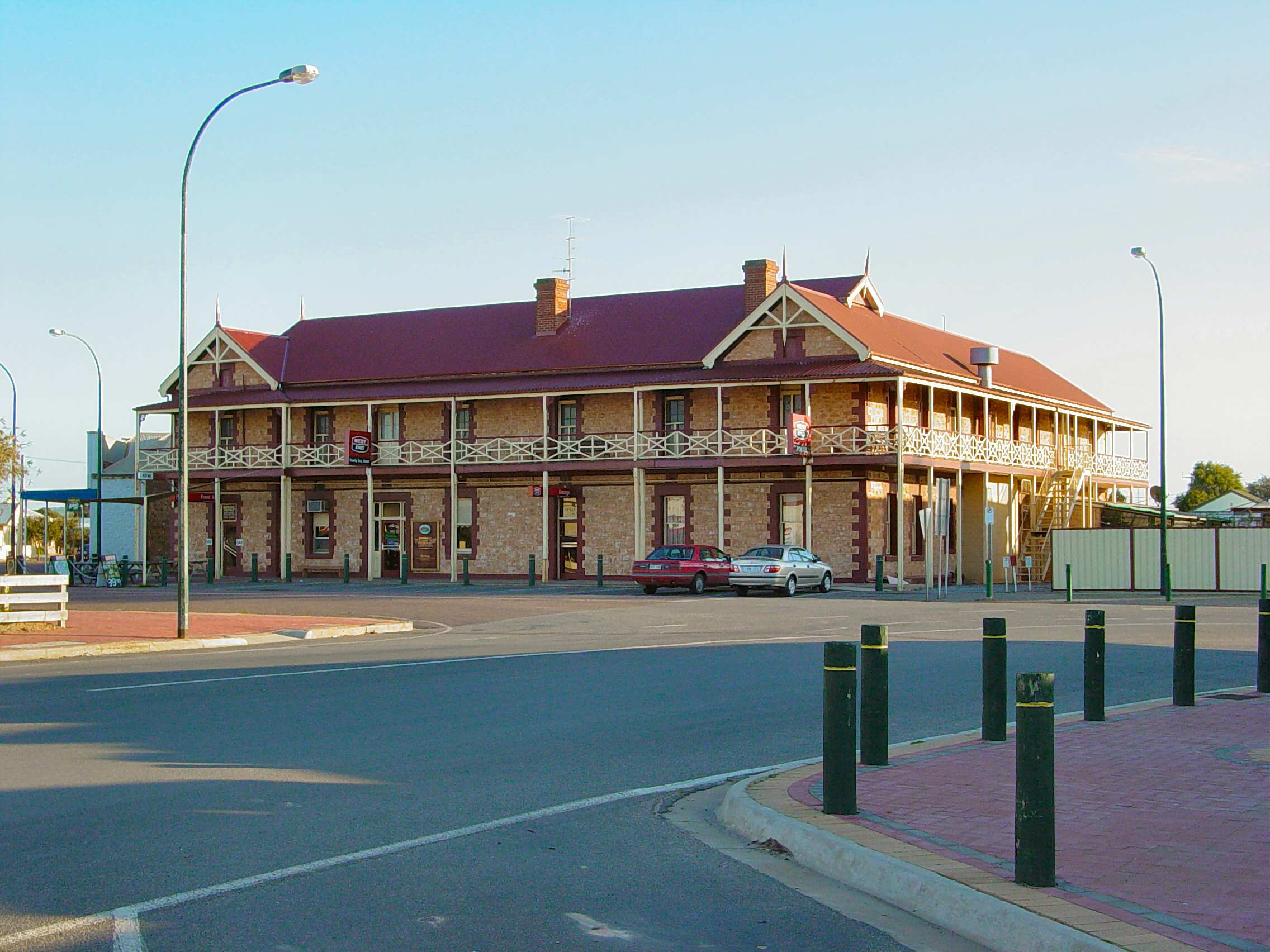
فندق خليج تومبي

يقع خليج تومبي في خليج منعزل كبير مشابه له في الاسم في الجانب الغربي من خليج سبنسر. وقد تم استخدام معظم الأراضي المحيطة بخليج تومبي للزراعة. ويمتاز الساحل بلونه الأبيض الطاغي، والشواطئ الرملية الخلابة، وهناك يقع مركز المدينة. بالإضافة إلى المنحدرات الشاهقة الممتدة للجنوب.
وفي الخليج، تقع جزيرة تومبي التي تعد الجزيرة الوحيدة في المنطقة. وبعيدا من الشاطئ، يقع ركام السير جوزيف، وهو أرخبيل صغير يمكن الوصول إليه عن طريق القوارب من خليج تومبي.
يسود خليج تومبي مناخ البحر المتوسط الذي يتسم بالطقس الحار الدافئ في الصيف، والمعتدل الممطر في الشتاء، وهو المناخ السائد في معظم مناطق جنوب أستراليا.

## الاقتصاد
يتميز خليج تومبي بالأراضي الزراعية الشاسعة منذ بداية الاستيطان. كما يشتهر أيضا بمحاصيل الحبوب، وتربية الخراف، وإنتاج اللحوم. ويشتهر الخليج بمهنة تجارة الأسماك، مثل معظم مناطق شبه جزيرة آير.

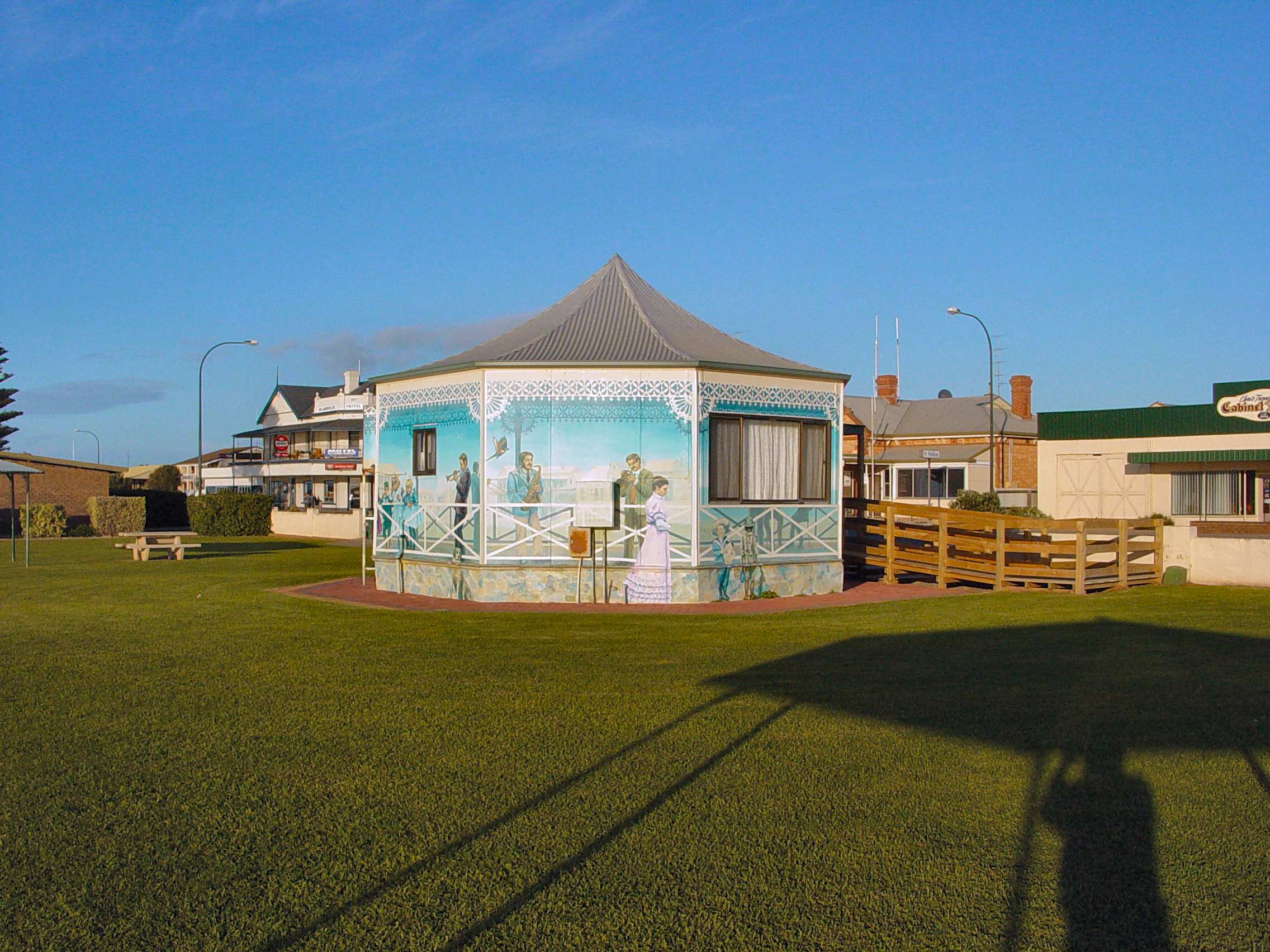
حديقة مطلة على شاطئ خليج تومبي

### السياحة
يعد خليج تومبي وجهة سياحية شهيرة للعطلات الصيفية، وتعتبر البيئة البحرية من أحد عوامل الجذب للمنطقة، وذلك بسبب وجود الكثير من أنواع الأسماك المختلفة في المساحات الواسعة من الخليج، مثل سمك الملك جورج الأبيض، و سمك النهاش. ويمكن الاستمتاع بالصيد من الرصيف الذي تحيطه الشواطئ الخلابة، والمناطق الصخرية، أو من القوارب التي تمكن السائح من الوصول إلى أرخبيل السير جوزيف. وقد تم إنشاء مرسى للسفن في عام 2001، والذي سهل انطلاق وحركة القوارب بمختلف أحجامها. و كما أتاح المرسى فرصة لتشكيل منطقة عقارية جديدة في الخليج. 
ويمكن لمحبي الأنشطة البحرية الاستمتاع بالمياه الهادئة والآمنة، ومساحات الرمال البيضاء الواسعة، والتي تمكن السائح من ممارسة مختلف الأنشطة البحرية كالسباحة، والغوص السطحي-باستعمال أنبوب التنفس، والغوص الحر، بالإضافة للتزلج المائي لأولئك الذين يمتلكون القوارب.
ويوجد في المدينة حديقة للمقطورات السكنية، بالإضافة للعديد من الفنادق، والشقق التي تستضيف السياح. ويوفر مركز المدينة سهولة الوصول لمختلف المنشآت والمحلات التجارية.

### الغوص
تشكل المساحات البيئية البحرية التي توجد في الخليج وحواف الأعمدة الداعمة للرصيف وجهة شيقة وآمنة للغوص. ويجب على السياح الراغبين بالغوص جلب معداتهم الخاصة، وذلك بسبب عدم وجود محلات لبيع أدوات الغوص في المنطقة. ولكن يمكن استعارة الأدوات من ميناء لينكولن الذي يبعد 45 كيلومتر في الجنوب الغربي، أو ويالا التي تبعد 221 كيلومتر في الشمال الشرقي.

## المجتمع

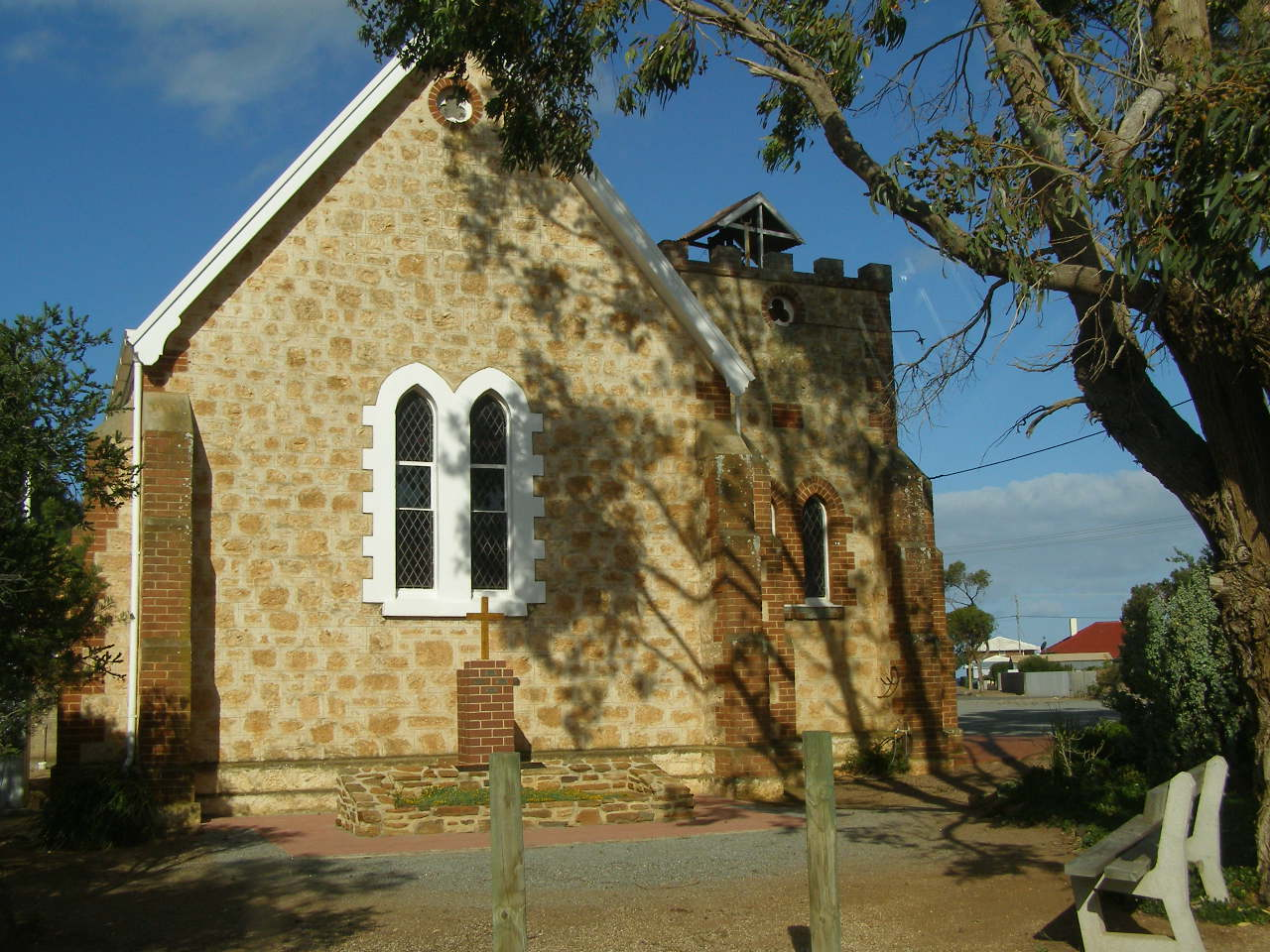
الكنيسة الإنجيلية

يبلغ عدد السكان في مدينة تومبي 1228 نسمة، حسب التعداد السكاني لعام 2001، حيث أن الأغلبية من أصول أسترالية. أما بالنسبة للمهاجرين الذين كانوا حوالي 100 شخص، فقد كان معظمهم من المملكة المتحدة، بالإضافة لأولئك القادمين من مختلف أوروبا، والولايات المتحدة، ونيوزيلندا.
تعد الديانة المسيحية الديانة المعتمدة في خليج تومبي- بناء على بيانات التعداد السكاني الصادرة من مكتب الإحصاءات الأسترالي. ويعتمد السكان المذاهب الإنجيلية، والكاثوليكية، والاتحاد الطائفي. ويوجد موجز للديانات الأخرى في الجدول المرفق في بيانات التعداد السكاني السابق. 
يوجد في الخليج الكثير من الكنائس، منها الإنجيلية، والاتحاد، وكنيسة كريست، و الكنائس اللوثرية. كما تشتهر المنطقة بوجود العديد من الفرق لمختلف الألعاب الرياضية مثل كرة القدم، والكريكيت، وكرة الشبكة، وكرة السلة، والتنس، وأندية البولينج والجولف. وتتنافس معظم الأندية في الدوري المحلي.
وتوفر المدارس في منطقة خليج تومبي التعليم المناسب للطلاب منذ القبول وإلى الإثنى عشر سنة المقبلة. كما يوجد مكتبة عامة في حرم المدرسة. ويوجد في المنطقة مستشفى يوفر كل الخدمات الصحية للمرضى. بالإضافة إلى متحف ترست الوطني الذي يحتوي على الإرث التاريخي للمنطقة، كما أن كل العاملين بالمتحف من المتطوعين. و قد نشر المؤرخ الاجتماعي إريك كوتز( Eric Kotz) -الذي يعد أحد سكان خليج تومبي- كتابين عن الحياة في المنطقة.

## الحكومة
يقع خليج تومبي ضمن صلاحية مجلس المقاطعة للحكومة المحلية العامة، وعمدة تومبي الحالي هو لوري كولينز ( Laurie Collins). ويعد خليج تومبي جزء من مجلس جنوب أستراليا لجمعية الناخبين في مقاطعة فلاندرز، و مجلس ممثلي مقاطعة غراي الأسترالية.

## النقل
يمكن الوصول لخليج تومبي بواسطة سيارات خاصة عبر طريق لينكولن، والذي يتصل بالطريق البحري الشرقي لشبه جزيرة آير. ويوجد في المدينة منطقة مخصصة للطائرات ولكنها تستخدم فقط لنقل الأطباء، والطائرات التي ترش المبيدات الحشرية على المحاصيل. كما أن المدينة مزودة بخدمة مركبات النقل التي تعمل بشكل يومي.

### الميناء والسكك الحديدية
تم بيع ما يقارب 20 كيلومتر من الأراضي الواقعة في الشمال الشرقي من خليج تومبي لبناء ميناء لتصدير البضائع. وكانت المنطقة تعرف سابقا باسم تل الخراف، وقد اعتمد المشروع اسم ميناء سبينسر لها. واقترحت شركة سينتريكس المعدنية المحدودة أن يكون المشروع في المنطقة الواقعة مباشرة في شمال ليبسون كوف. وسيكون مشروع الميناء المقترح -إذا تمت الموافقة عليه - قادرا على تحميل الباخرات بالحديد الخام وتصديره، بالإضافة لتصدير الحبوب، سواء كان ذلك بشكل مباشر في الميناء، أو عن طريق نقل الشحن. 
وقد تم نبذ فكرة بناء سكة حديدية تصل بين طريق السكك الحديدية في شبه جزيرة آير في أنغارا- التي تبعد 27 كيلومتر- لصالح تشكيل خط إمداد ترابي لنقل الحديد الخام.
‌